# Линия Аэропорт Нарита (Кэйсэй)
Линия Аэропорт Нарита (яп. 京成成田空港線 кэйсэй нарита ку:ко: сэн) — железнодорожная линия частного японского железнодорожного оператора Keisei Electric Railway. Линия протянулась на 51,4 километра от станции Кэйсэй-Такасаго в токийском специальном районе Кацусика до станции Аэропорт Нарита в городе Нарита префектуры Тиба. Все составы на линии продолжают движение с линии Кэйсэй. Весь маршрут от станции Кэйсэй-Уэно до станции Аэропорт Нарита так же носит коммерческое название Narita Sky Access (яп. 成田スカイアクセス нарита сукай акусэсу).

## История

Narita Sky Access и основная линия Кэйсэй на карте

Вся линия обслуживается компанией Keisei Electric Railway, но отдельные её части так же обслуживаются другими операторами, такими как Hokuso Railway. По линии ходят составы серии Кэйсэй AE Skyliner способные передвигаться со скоростью до 160 км/ч.
При сооружении линии было перестроено 32,3 километра уже существующих путей линии Хокусо, а также построено 19,1 километра новых путей на участке прилегающем к Аэропорту Нарита, была так же использована инфраструктура от так и не завершённого проекта строительства линии Нарита-синкансэн. Общие затраты на строительство составили 126 миллиардов йен.
Составы так же используют участок линии Кэйсэй от станции Кэйсэй-Уэно до станции Кэйсэй-Такасаго. Передвигаясь со скоростью до 160-ти километров в час, составы преодолевают путь от станции Ниппори до станции Второй терминал аэрапорта Нарита за 36 минут, что на 15 минут меньше прежнего маршрута поездов класса «Skyliner». Зарезервированное место в поезде класса «Skyliner» обойдётся в 2400 йен, и проезд займёт по времени 36-41 минуту, в то время как место в составе типа «Access Express» обойдётся в 1200 йен, и проезд займёт по времени 78 минут. Скорые составы так же курсируют между аэропортами Нарита и Ханэда. 

## Станции
Составы останавливаются на станциях, помеченных символом "●",и проезжают станции, помеченные символом "｜".
| Код станции | Станция                          | Японский             | Access Express | Skyliner | Пересадки | Расположение | Расположение |
| ----------- | -------------------------------- | -------------------- | -------------- | -------- | --- | ------------ | ------------ |
| KS10        | Кэйсэй-Такасаго                  | 京成高砂             | ●              | ｜       | Keisei Electric Railway: Линия Кэйсэй (до станций Кэйсэй-Явата, Кэйсэй-Фунабаси, Кэйсэй-Цуданума, Кэйсэй-Тиба, Кэйсэй-Нарита), Линия Канамати | Кацусика     | Токио        |
| HS05        | Хигаси-Мацудо                    | 東松戸               | ●              | ｜       | JR East: Линия Мусасино | Мацудо       | Тиба         |
| HS08        | Син-Камагая                      | 新鎌ヶ谷             | ●              | ｜       | Линия Син-Кэйсэй Линия Нода | Камагая      | Тиба         |
| HS12        | Тиба Нью Таун Тюо                | 千葉ニュータウン中央 | ●              | ｜       | Линия Хокусо | Индзай       | Тиба         |
| HS14        | Инба-Нихон-Идай                  | 印旛日本医大         | ●              | ｜       | Линия Хокусо | Индзай       | Тиба         |
| KS43        | Нарита-Юкава                     | 成田湯川             | ●              | ｜       | | Нарита       | Тиба         |
| KS41        | Второй терминал аэропорта Нарита | 空港第2ビル          | ●              | ●        | JR East: Линия Нарита Кэйсэй: Линия Кэйсэй | Нарита       | Тиба         |
| KS42        | Аэропорт Нарита                  | 成田空港             | ●              | ●        | JR East: Линия Нарита | Нарита       | Тиба         |